# Fuderheuberg
De Fuderheuberg is een berg behorend tot de Staufen, ten noorden van Bad Reichenhall. De Fuderheuberg is met een piek van 1350 meter een van de kleinere bergen van dit massief en wordt derhalve ook wel Vorderstaufen genoemd. Hij loopt over in de Hochstaufen.
Vermits de top bebost is, zou een Gipfelkreuz er niet opvallen; dientengevolge heeft men dit op 1317 meter hoogte op een rots genaamd Fuderheustein geplaatst. De Fuderheuberg dankt zijn naam aan de gelijkenis met een hooiwagen, in Beieren Fuder genoemd.
Men kan de top van de Fuderheuberg bereiken via wandelpaden vanuit Bad Reichenhall en Piding. De Steinerne Jäger zijn een traject dat over de Fuderheuberg heen naar de Hochstaufen leidt. Aan de noordkant, circa 200 meter onder de top, bevindt zich de leegstaande Pidinger Hütte.